# Ivan Tkatchenko
Pour les articles homonymes, voir Tkatchenko.
Ivan Leonidovitch Tkatchenko - en russe : Иван Леонидович Ткаченко et en anglais : Ivan Tkachenko - (né le 9 novembre 1979 à Iaroslavl en République socialiste fédérative soviétique de Russie - mort le 7 septembre 2011 à Iaroslavl en Russie) est un joueur professionnel russe de hockey sur glace. Il évolue au poste d'attaquant.

## Biographie

### Carrière de joueur
Il commence sa carrière avec son club formateur du Lokomotiv Iaroslavl dans la Vyschaïa liga en 1998. Il débute dans la Superliga un an plus tard avec le Neftekhimik Nijnekamsk. Il a remporté le championnat national 2002 et 2003 avec le Lokomotiv Iaroslavl. Il est repêché en 4e ronde, 98e au total par les Blue Jackets de Columbus au repêchage d'entrée 2002 de la Ligue nationale de hockey. En 2009, le Lokomotiv Iaroslavl s'incline en finale de la Coupe Gagarine face aux Ak Bars Kazan. Il est capitaine de l'équipe.
Le 7 septembre 2011, il meurt dans l'accident de l'avion transportant le Lokomotiv Iaroslavl à destination de Minsk en Biélorussie. L'avion de ligne de type Yakovlev Yak-42 s'écrase peu après son décollage de l'aéroport Tounochna de Iaroslavl, faisant 44 morts parmi les 45 occupants,.
Après sa mort, il a été révélé que Tkatchenko a effectué secrètement de nombreux et importants dons d'argent pour aider les enfants malades. Il a fait don de 9 996 300 roubles au cours de sa vie.
Il a deux filles, Aleksandra et Barbara, avec sa femme Marina. Elle est enceinte d'un troisième enfant le jour de la tragédie.

### Carrière internationale
Il représentait la Russie au niveau international.

## Trophées et honneurs personnels

### Superliga
- 2006 : participe au Match des étoiles avec l'équipe Ouest.

### KHL
- 2011 : remporte le Trophée Ironman (plus de matchs en trois ans).

## Statistiques

### En club
| Saison    | Équipe                 | Ligue         |    | Saison régulière | Saison régulière | Saison régulière | Saison régulière | Saison régulière |   | Séries éliminatoires | Séries éliminatoires | Séries éliminatoires | Séries éliminatoires | Séries éliminatoires |
| Saison    | Équipe                 | Ligue         | PJ | B                | A                | Pts              | Pun              | PJ               | B | A                    | Pts                  | Pun                  |                      |                      |
| 1998-1999 | Lokomotiv Iaroslavl    | Vyschaïa liga | 28 | 15               | 13               | 28               | 26               |                  |   |                      |                      |                      |                      |                      |
| 1999-2000 | Motor Zavoljie         | Vyschaïa liga | 43 | 15               | 14               | 29               | 22               |                  |   |                      |                      |                      |                      |                      |
| 1999-2000 | Neftekhimik Nijnekamsk | Superliga     | 5  | 1                | 0                | 1                | 0                | 4                | 0 | 0                    | 0                    | 0                    |                      |                      |
| 2000-2001 | Neftekhimik Nijnekamsk | Superliga     | 28 | 2                | 2                | 4                | 14               | 4                | 0 | 1                    | 1                    | 0                    |                      |                      |
| 2001-2002 | Lokomotiv Iaroslavl    | Superliga     | 43 | 13               | 21               | 34               | 53               | 9                | 5 | 2                    | 7                    | 4                    |                      |                      |
| 2002-2003 | Lokomotiv Iaroslavl    | Superliga     | 44 | 11               | 6                | 17               | 57               | 10               | 2 | 3                    | 5                    | 6                    |                      |                      |
| 2003-2004 | Lokomotiv Iaroslavl    | Superliga     | 56 | 7                | 11               | 18               | 22               | 3                | 0 | 0                    | 0                    | 0                    |                      |                      |
| 2004-2005 | Lokomotiv Iaroslavl    | Superliga     | 59 | 15               | 15               | 30               | 30               | 9                | 2 | 3                    | 5                    | 8                    |                      |                      |
| 2005-2006 | Lokomotiv Iaroslavl    | Superliga     | 44 | 10               | 21               | 31               | 30               | 11               | 1 | 2                    | 3                    | 16                   |                      |                      |
| 2006-2007 | Lokomotiv Iaroslavl    | Superliga     | 52 | 9                | 25               | 34               | 30               | 7                | 1 | 2                    | 3                    | 6                    |                      |                      |
| 2007-2008 | Lokomotiv Iaroslavl    | Superliga     | 56 | 14               | 14               | 28               | 34               | 16               | 1 | 3                    | 4                    | 6                    |                      |                      |
| 2008-2009 | Lokomotiv Iaroslavl    | KHL           | 56 | 14               | 13               | 27               | 40               | 19               | 3 | 5                    | 8                    | 10                   |                      |                      |
| 2009-2010 | Lokomotiv Iaroslavl    | KHL           | 56 | 6                | 16               | 22               | 34               | 17               | 3 | 4                    | 7                    | 8                    |                      |                      |
| 2010-2011 | Lokomotiv Iaroslavl    | KHL           | 54 | 11               | 10               | 21               | 43               | 18               | 6 | 3                    | 9                    | 8                    |                      |                      |

### En équipe nationale
| Année | Évènement            |   | PJ | B | A | Pts | +/- | Pun               |  | Résultat |
| 2002  | Championnat du monde | 9 | 3  | 2 | 5 | +2  | 2   | Médaille d'argent |  |          |